# Tuck & Patti
Tuck & Patti est un duo américain de musique de jazz.
Il est composé de Tuck Andress, guitariste et époux de la chanteuse Patti Cathcart.
Ils se sont rencontrés en 1978 à San Francisco, lorsque Patti intégra le groupe dont faisait partie Tuck.
Le style musical de Tuck est mondialement reconnu des amateurs car il parvient à jouer simultanément des accords, des lignes de basse et des parties mélodiques.
Il utilise également des techniques percussives de type slapping et tapping notamment, et joue uniquement aux doigts sur une guitare électrique de jazz.

## Discographie
- Tears of joy (1988)
- Love warriors (1989)
- Dream (1991)
- Learning how to fly (1994)
- The best of Tuck and Patti (1997)
- Paradise found (1998)
- Taking the long way home (2001)
- As time goes by (2002)
- Chocolate moment (2002)
- A gift of love (2004)
- Live In Holland, Special Edition DVD/CD set (2005)
- Pure Tuck & Patti (2006)
- I Remember You (2008)